# Nationaltheatret (stacja kolejowa)

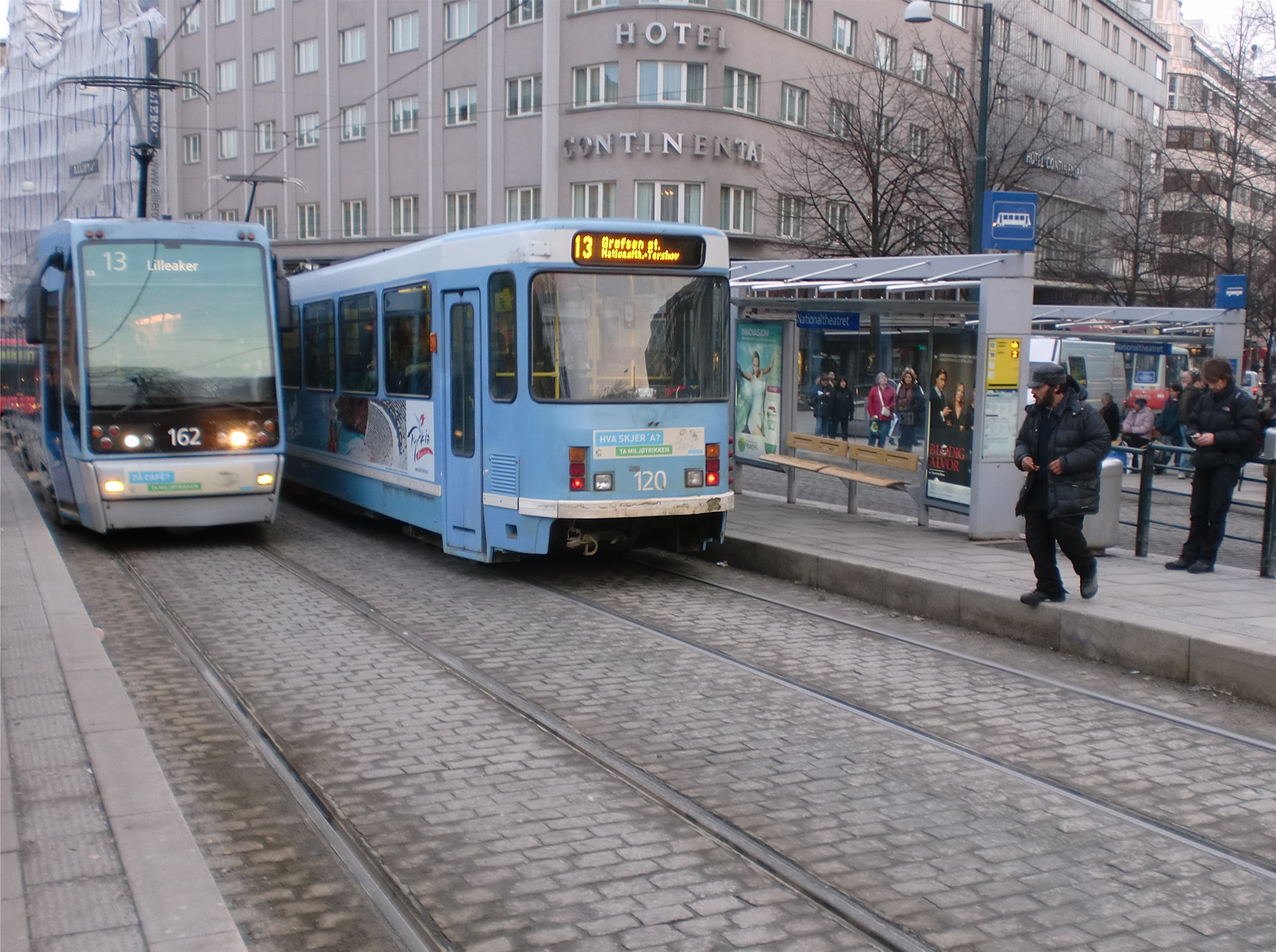
Przystanek przesiadkowy na tramwaj przy dworcu

Nationaltheatret – stacja kolejowa w Oslo, w Norwegii, jest oddalona od Oslo Sentralstasjon o 1,40 km. Jest położona na zachód od centralnego dworca Oslo. Przez stacją przebiegają wszystkie linie szybkiej kolei miejskiej. Jest stacją zintegrowaną ze stacją metra. Jest jedyną stacją w Norwegii położoną pod ziemią -6.1 m p.p.m. (sic!).

## Ruch dalekobieżny
Na stacji zatrzymują się pociągi w kierunku Bergen, Stavanger, Drammen, Hamar i Dal.

## Ruch podmiejski

SKM w Oslo

Stacja obsługuje połączenia SKM do Drammen, Spikkestad, Gjøvik, Mysen, Ski, Moss, Kongsvinger, Dal i Eidsvoll.
| Początkowa | Poprzednia | Numer | Następna            | Końcowa    |
| ---------- | ---------- | ----- | ------------------- | ---------- |
| Drammen    | Skøyen     | 400   | Oslo Sentralstasjon | Lillestrøm |
| Drammen    | Skøyen     | 440   | Oslo Sentralstasjon | Dal        |
| Kongsberg  | Skøyen     | 450   | Oslo Sentralstasjon | Eidsvoll   |
| Skøyen     | Skøyen     | 460   | Oslo Sentralstasjon | Lillestrøm |
| Skøyen     | Skøyen     | 500   | Oslo Sentralstasjon | Ski        |
| Spikkestad | Skøyen     | 550   | Oslo Sentralstasjon | Moss       |
| Spikkestad | Skøyen     | 650   | Oslo Sentralstasjon | Rakkestad  |

*Pociągi linii 300 odjeżdżają co pół godziny; część pociągów nie zatrzymuje się na wszystkich stacjach.
- Pociągi linii 400 odjeżdżają co pół godziny; na odcinku między Asker a Lysaker jadą trasą Drammenbanen a  między Oslo Sentralstasjon a Lillestrøm jadą trasą Hovedbanen[3].

- Pociągi linii 440 odjeżdżają co godzinę; od Asker jadą trasą Askerbanen a między Oslo a Lillestrøm jadą trasą Gardermobanen[4].

- Pociągi linii 450 odjeżdżają co godzinę; od Asker jadą trasą Askerbanen a między Oslo a Lillestrøm jadą trasą Gardermobanen[5].

- Pociągi linii 460 odjeżdżają co pół godziny w szczycie i co godzinę poza godzinami szczytu; między Oslo a Lillestrøm pociągi jadą trasą Gardermobanen[6].

- Pociągi linii 500 odjeżdżają co pół godziny; część pociągów w godzinach poza szczytem nie zatrzymuje się na wszystkich stacjach[7].

- Pociągi linii 550 odjeżdżają co pół godziny w szczycie i co godzinę poza szczytem; od Asker jadą trasą Askerbanen[8].

- Pociągi linii 560 odjeżdżają co godzinę. Jest to ich jedyne miejsce zatrzymania między Oslo i Ski[9].

## Obsługa pasażerów
Poczekalnia, kasy biletowe, telefon publiczny, skrytki bagażowe, windy dla niepełnosprawnych, inne ułatwienia dla niepełnosprawnych, kioski, bankomat, pokój obsługi niemowląt, kawiarnie, parking (300 m), parking dla rowerów, przystanek autobusowy, przystanek tramwajowy, postój taksówek bezpośredni pociąg na lotnisko (20 minut).